# Klingetal

Klingetal na mapie Frankfurtu nad Odrą.

Klingetal – dzielnica w północnej części Frankfurtu nad Odrą. Liczy około 820 mieszkańców, a jej powierzchnia wynosi 130 ha.

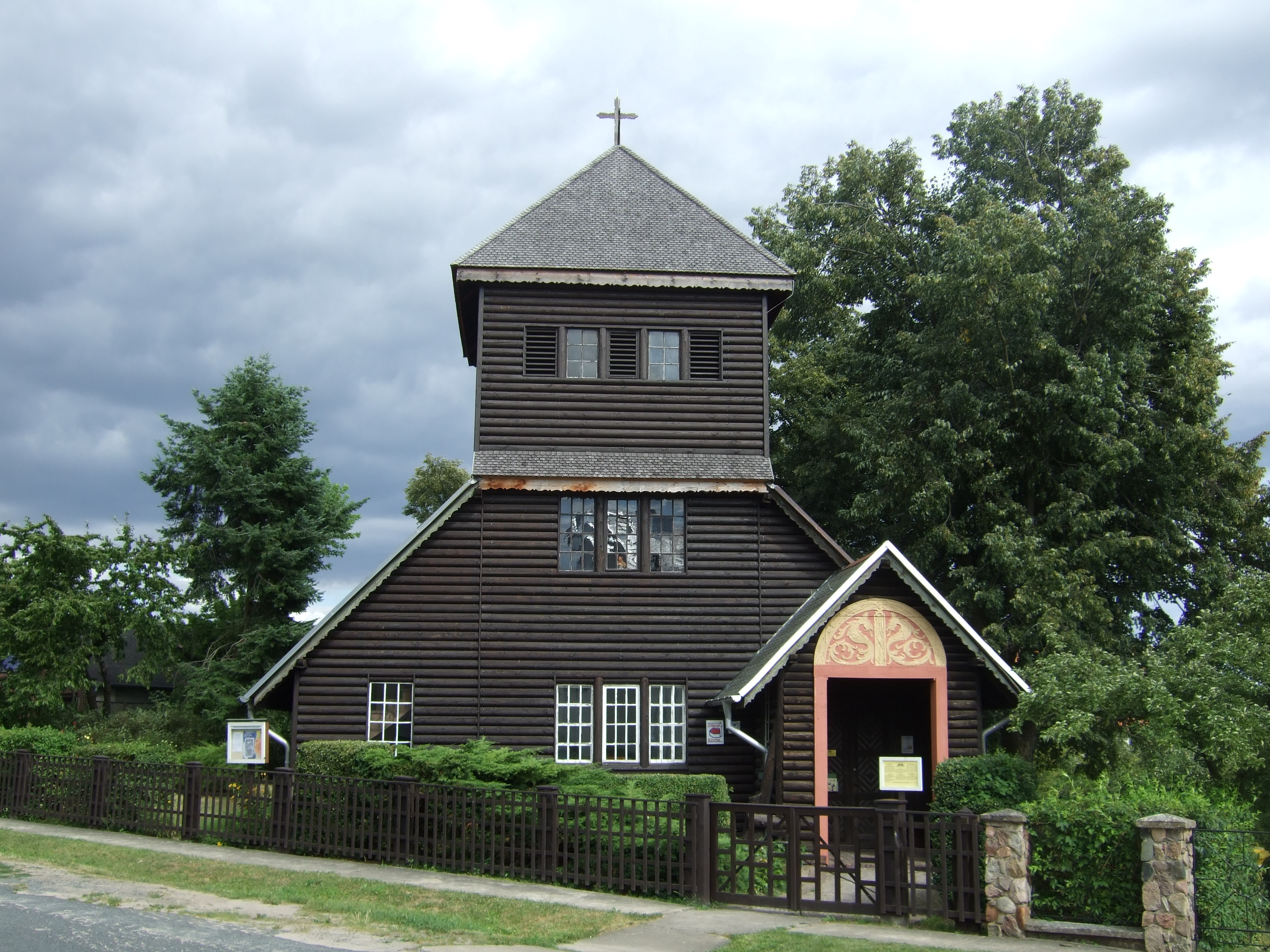
Kapliczka w Klingetal

Od czasu wybuchu I wojny światowej aż do 1919 znajdował się tu obóz dla jeńców wojennych różnych narodowości.